# ديفيد إيفانز (لاعب اتحاد الرغبي)
ديفيد إيفانز (بالإنجليزية: David Evans)‏ هو لاعب اتحاد الرغبي بريطاني، ولد في 19 أغسطس 1988 في سوانزي في المملكة المتحدة.